# Lopi Klobbholmen
Lopi Klobbholmen är en ö i Finland.   Den ligger i kommunen Pyttis i landskapet Kymmenedalen, i den södra delen av landet, 100 km öster om huvudstaden Helsingfors.